# Paperman
Paperman è un cortometraggio animato statunitense del 2012 diretto da John Kahrs e prodotto dai Walt Disney Animation Studios.
È il primo film d'animazione ad essere stato girato con la cosiddetta Nuova Tecnica d'animazione. È stato proiettato per la prima volta in abbinamento al film d'animazione Ralph Spaccatutto. Ha vinto l'Oscar al miglior cortometraggio d'animazione all'85ª edizione dei Premi Oscar. A fine gennaio del 2013 la Disney pubblica integralmente sul web il cortometraggio, ma pochi mesi dopo toglie questa possibilità in concomitanza con la pubblicazione del corto in home video.

## Trama
Il cortometraggio ambientato a Manhattan negli anni 40 inizia ad una fermata del treno con protagonisti un ragazzo, George, ed una ragazza, Meg. Al primo sfugge di mano un foglio che viene portato dal vento addosso alla ragazza che lascia, involontariamente, il segno del rossetto su di esso. Mentre il ragazzo è distratto dalla bellezza della sconosciuta e dal segno sul suo foglio, arriva il treno che lo separa da Meg. Poco dopo, arrivato al lavoro, nota dalla sua finestra la ragazza che è in un ufficio nel palazzo di fronte e prova ad attirare la sua attenzione formando con pratiche lavorative degli aeroplanini di carta. Il suo tentativo non va a buon fine e, una volta finiti i fogli, prova a lanciare come ultima speranza quello macchiato di rossetto dal loro primo incontro, ma gli cade di mano per una folata di vento. Anche in questo caso George non viene notato da Meg, lo stesso non si può dire del suo superiore che lo riprende per il comportamento tenuto. La ragazza esce dall'ufficio per tornare a casa e il giovane innamorato si precipita fuori per cercare di raggiungerla, ma la perde di vista; intanto nel tragitto verso casa tutti i suoi aeroplanini si sono raccolti in un vicolo e, con l'arrivo dell'ultimo lanciato per disperazione, i fogli prendono vita. George viene ricoperto di carta e costretto a prendere un treno; Meg a sua volta riconosce il foglio con il suo rossetto e lo segue su un diverso treno, i due si ricongiungono ad una fermata e, durante i titoli finali, vengono mostrati a chiacchierare seduti in un ristorante, lasciando presagire una futura storia d'amore.

## Riconoscimenti
- 2013 – Premio Oscar
  - Miglior cortometraggio d'animazione